# Alessandra Adari
Alessandra Adari, nota anche con lo pseudonimo di Sandra Adar (Milano, 2 febbraio 1914 – Milano, 7 maggio 1993), è stata un'attrice italiana. Fu molto attiva nel teatro e al cinema soprattutto negli anni trenta e quaranta.

## Filmografia
- Il ladro, regia di Anton Germano Rossi (1939)
- Imputato, alzatevi!, regia di Mario Mattoli (1939)
- Ricchezza senza domani, regia di Ferdinando Maria Poggioli (1939)
- Il carnevale di Venezia, regia Giuseppe Adami e Giacomo Gentilomo (1939)
- L'ebbrezza del cielo, regia di Giorgio Ferroni (1940)
- Piccolo re, regia di Redo Romagnoli (1940)
- Caravaggio, il pittore maledetto, regia di Goffredo Alessandrini (1941)
- I promessi sposi, regia di Mario Camerini (1941)
- I sette peccati, regia di László Kish (1941)
- La canzone rubata, regia di Max Neufeld (1941)
- Teresa Venerdì, regia di Vittorio De Sica (1941)
- Il birichino di papà, regia di Raffaello Matarazzo (1942)
- La principessa del sogno, regia di Roberto Savarese e Maria Teresa Ricci (1942)
- L'angelo del crepuscolo, regia di Gianni Pons (1942)
- Il campione, regia di Carlo Borghesio (1943)
- La storia di una capinera, regia di Gennaro Righelli (1943)
- Principessina, regia di Tullio Gramantieri (1943)
- Quarta pagina, regia di Nicola Manzari (1943)
- La contessa Castiglione, regia di Flavio Calzavara (1944)
- L'abito nero da sposa, regia di Luigi Zampa (1945)
- Lo sbaglio di essere vivo, regia di Carlo Ludovico Bragaglia (1945)